# Implantable loop recorder

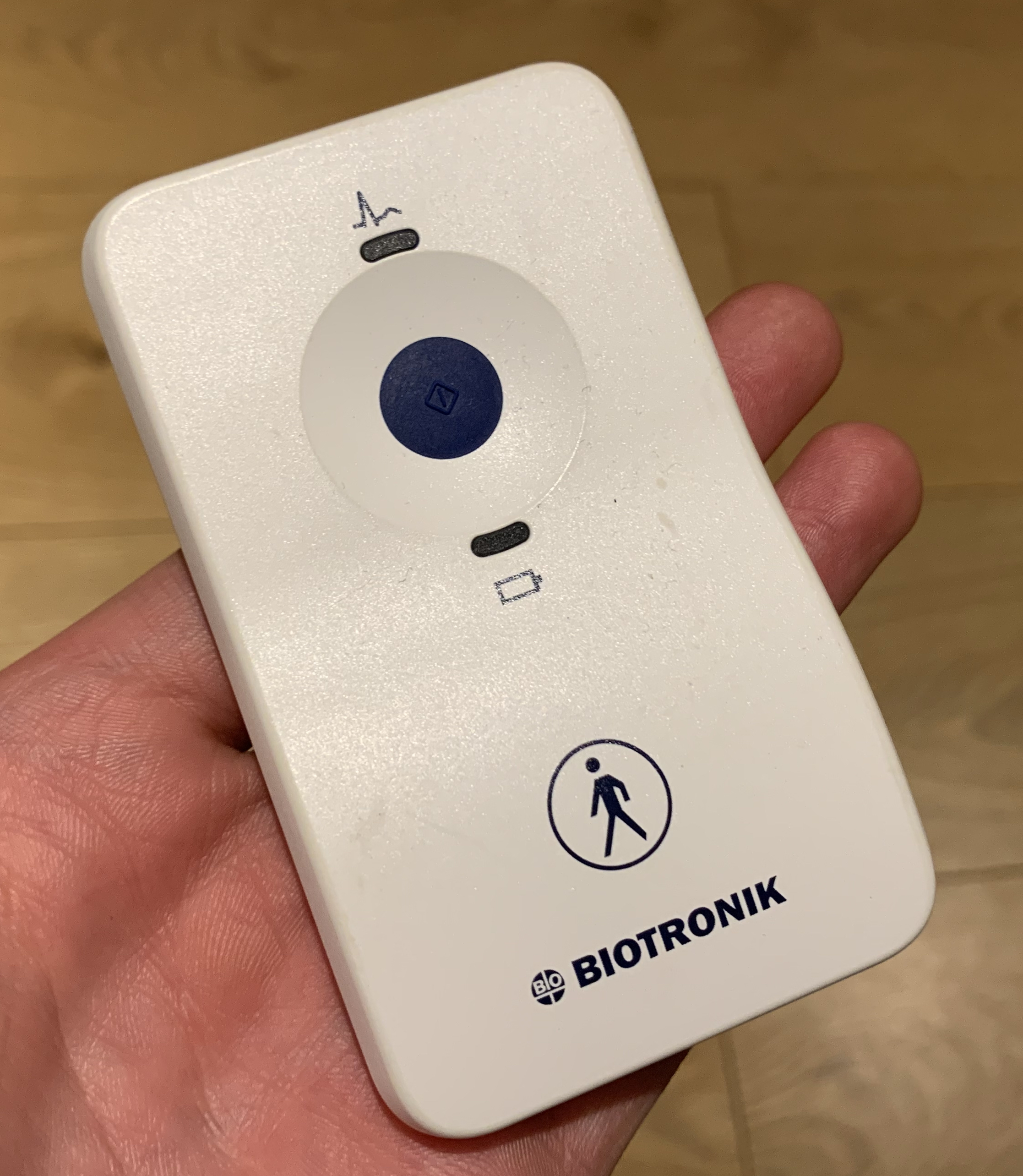
De afstandsbediening waarmee de patiënt een opname kan vastleggen.

Een implantable loop recorder (ILR) is een implanteerbare hartritmemonitor. Het is een kastje, ongeveer ter grootte van een USB-stick, dat onder plaatselijke verdoving op de borst net onder de huid kan worden ingebracht en dat continu de elektrische hartactiviteit registreert, vergelijkbaar met een elektrocardiogram.
Een ILR heeft een beperkt geheugen dat circulair wordt gevuld; vandaar de naam loop recorder. Zodra het geheugen vol is, wordt de oudste opgeslagen informatie overschreven. Echter, zodra het apparaat een afwijking constateert, zoals die van tevoren is ingeprogrammeerd, bijvoorbeeld een te trage, te onregelmatige of te snelle hartslag, dan wordt die gebeurtenis, inclusief dat wat er enkele minuten voorafgaand is gebeurd, wel langdurig opgeslagen in een apart stukje geheugen. De patiënt kan ook zelf zo'n opname vastleggen met een uitwendige afstandsbediening; dat kan hij bijvoorbeeld doen als hij zich naar voelt of net een wegraking gehad heeft.
Een cardioloog is in staat om met speciale apparatuur een ILR uit te lezen en te gebruiken voor diagnostiek en behandeling.
Een ILR is een passief apparaat: anders dan een ICD of een pacemaker is een ILR niet in staat om zelf actie te ondernemen bij een gevaarlijke situatie.